# Messemé
Messemé is een gemeente in het Franse departement Vienne (regio Nouvelle-Aquitaine) en telt 211 inwoners (2005). De plaats maakt deel uit van het arrondissement Châtellerault.

## Geografie
De oppervlakte van Messemé bedraagt 9,8 km², de bevolkingsdichtheid is 21,5 inwoners per km².
De onderstaande kaart toont de ligging van Messemé met de belangrijkste infrastructuur en aangrenzende gemeenten.

## Demografie
Onderstaande figuur toont het verloop van het inwonertal (bron: INSEE-tellingen).